# Makvärket
Makvärket er et brugerstyret kulturhus i Knabstrup nær Holbæk på Sjælland. Stedet har siden 2008 været under opbygning i en stor fabriksbygning, som førhen fungerede som teglværk under navnet Knabstrup Teglværk. 
Teglværket restaureres med hensigt om at omdanne stedet til kulturhus og kollektiv. Kulturhuset har i drift og opbygning fokus på bæredygtighed. I arbejdet med restaurering af det gamle teglværk, og samtidig omdannelse til kulturhus, bliver der genanvendt byggematerialer, og der bliver samtidig brugt nye ukonventionelle byggematerialer, såsom ubrændte, højkomprimerede lersten; isoleringsbatts af imprægneret høruld og papir. I stedets drift bliver der blandt andet brugt kompostering, højbeds-dyrkning af grøntsager og solcelle-anlæg. 